# Mika Salo
Pour les articles homonymes, voir Salo.
Mika Salo, né le 30 novembre 1966 à Helsinki en Finlande, est un pilote automobile finlandais.

## Biographie
Révélé dans le championnat britannique de Formule 3 qu'il termine vice-champion en 1990 derrière son compatriote Mika Häkkinen, Mika Salo n'a pas la possibilité, faute de budget, d'accéder à la Formule 1 directement.
Après trois années d'exil au Japon dans le championnat local de Formule 3000 (aujourd'hui appelé Formula Nippon), il trouve enfin un volant en F1 à la fin de saison 1994, au sein de l'écurie Lotus, pour les GP du Japon et d'Australie.

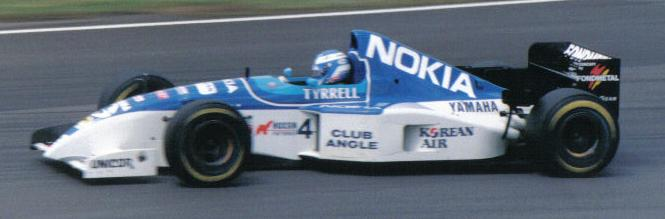
Mika Salo sur la Tyrrell 023 au Grand Prix de Grande-Bretagne 1995.

Mais c'est chez Tyrrell l'année suivante qu'on le découvre réellement. Il y dispute plusieurs saisons avec des performances correctes mais sans grand résultat, faute d'un matériel suffisamment compétitif. En 1998, Salo rejoint les rangs de l'écurie Arrows, mais malgré une nouvelle saison honorable, a la mauvaise surprise d'apprendre son licenciement à quelques jours du début de la saison 1999 au profit du pilote payant Tora Takagi.
Sans volant, Salo retrouve ponctuellement un volant en début de saison chez British American Racing, l'écurie qui a succédé à Tyrrell, alors dirigée par Craig Pollock et dans laquelle pilote Jacques Villeneuve (deux de ses amis), en remplacement de Ricardo Zonta, blessé.

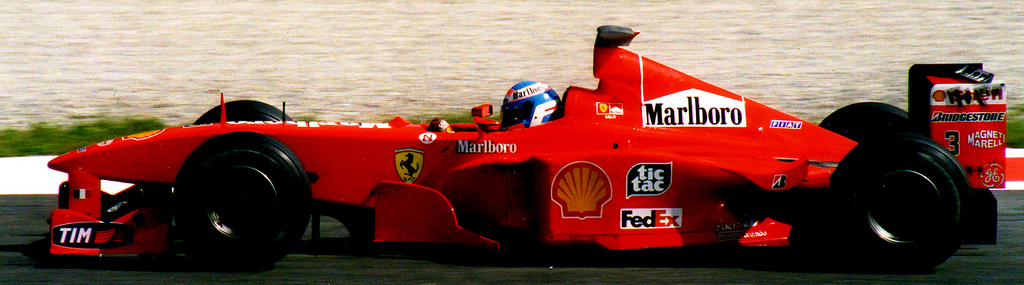
Mika Salo sur la Ferrari F399 au Grand Prix d'Italie 1999.

Puis, à la mi-saison, il est amené à remplacer Michael Schumacher (blessé au GP de Grande-Bretagne) chez Ferrari pendant 6 Grands Prix. Il s'acquitte de cette tâche avec un certain brio puisqu'il se trouve même en position de remporter le GP d'Allemagne avant que les consignes d'écurie ne l'amènent à laisser passer son coéquipier Eddie Irvine, alors en bagarre pour le titre de champion du monde. Les regrets de Mika Salo sont énormes car il ne retrouvera plus une telle occasion et ne remportera jamais de GP. La suite de son intérim est en effet plus délicate et il livre plusieurs courses très moyennes avant de remonter sur le podium à l'occasion du GP d'Italie.
En 2000, Salo retrouve un volant à temps complet dans l'écurie suisse Sauber, motorisée par Ferrari. L'année suivante, il rejoint le projet Toyota en tant que pilote d'essais, où il participe au développement du prototype TF101, et est logiquement appelé pour les débuts de la nouvelle écurie nippone en 2002. Mais alors que son contrat portait théoriquement sur une année supplémentaire, il quitte l'écurie japonaise fin 2002, visiblement en désaccord avec les dirigeants de Toyota, mettant ainsi un terme à sa carrière en F1.
L'année suivante, Mika Salo dispute plusieurs épreuves d'endurance sur l'Audi R8, dont les 12 heures de Sebring et les 24 Heures du Mans (en réalité, en raison d'une panne d'essence prématurée, Salo n'a pas été en mesure de rouler en course). En fin d'année, il dispute également plusieurs épreuves du championnat CART sur une voiture de l'écurie PK Racing, codirigée par Craig Pollock. Malgré de très bons résultats, cette expérience ne débouche pas sur un engagement à temps plein l'année suivante. Salo retourne en Europe, où il est chargé du développement de la Maserati MC12 qu'il fait débuter ensuite en American Le Mans Series ainsi qu'en GT-FIA.

## Résultats en championnat du monde de Formule 1
| Saison | Écurie                                            | Châssis   | Moteur                   | Pneus       | GP disputés | Points inscrits | Classement |
| ------ | ------------------------------------------------- | --------- | ------------------------ | ----------- | ----------- | --------------- | ---------- |
| 1994   | Team Lotus                                        | 109       | Mugen-Honda V10          | Goodyear    | 2           | 0               | n.c.       |
| 1995   | Nokia Tyrrell Yamaha                              | 023       | Yamaha V10               | Goodyear    | 17          | 5               | 14e        |
| 1996   | Tyrrell Yamaha                                    | 024       | Yamaha V10               | Goodyear    | 16          | 5               | 13e        |
| 1997   | PIAA Tyrrell                                      | 025       | Ford V8                  | Goodyear    | 17          | 2               | 16e        |
| 1998   | Danka Zepter Arrows                               | A19       | Arrows V10               | Bridgestone | 16          | 3               | 13e        |
| 1999   | British American Racing Scuderia Ferrari Marlboro | PR01 F399 | Supertec V10 Ferrari V10 | Bridgestone | 9           | 10              | 10e        |
| 2000   | Red Bull Sauber Petronas                          | C19       | Petronas V10             | Bridgestone | 16          | 6               | 10e        |
| 2002   | Panasonic Toyota Racing                           | TF102     | Toyota V10               | Michelin    | 17          | 2               | 15e        |
|        | Total                                             |           |                          |             | 110         | 33              |            |

| Année | Écurie                    | Châssis      | Moteur          | 1        | 2        | 3        | 4        | 5        | 6        | 7        | 8        | 9        | 10       | 11       | 12       | 13       | 14       | 15       | 16       | 17      | Classement | Points |
| ----- | ------------------------- | ------------ | --------------- | -------- | -------- | -------- | -------- | -------- | -------- | -------- | -------- | -------- | -------- | -------- | -------- | -------- | -------- | -------- | -------- | ------- | ---------- | ------ |
| 1994  | Team Lotus                | Lotus 109    | Mugen Honda V10 | BRA      | PAC      | SMR      | MON      | ESP      | CAN      | FRA      | GBR      | GER      | HUN      | BEL      | ITA      | POR      | EUR      | JPN 10   | AUS Abd. |         | NC         | 0      |
| 1995  | Nokia Tyrrell Yamaha      | Tyrrell 023  | Yamaha V10      | BRA 7e   | ARG Abd. | SMR Abd. | ESP 10e  | MON Abd. | CAN 7e   | FRA 15e  | GBR 8e   | GER Abd. | HUN Abd. | BEL 8e   | ITA 5e   | POR 13e  | EUR 10e  | PAC 12e  | JPN 6e   | AUS 5e  | 15e        | 5      |
| 1996  | Tyrrell Yamaha            | Tyrrell 024  | Yamaha V10      | AUS 6e   | BRA 5e   | ARG Abd. | EUR DSQ  | SMR Abd. | MON 5e   | ESP DSQ  | CAN Abd. | FRA 10e  | GBR 7e   | GER 9e   | HUN Abd. | BEL 7e   | ITA Abd. | POR 11e  | JPN Abd. |         | 13e        | 5      |
| 1997  | PIAA Tyrrell              | Tyrrell 025  | Ford V8         | AUS Abd. | BRA 13e  | ARG 8e   | SMR 9e   | MON 5e   | ESP Abd. | CAN Abd. | FRA Abd. | GBR Abd. | GER Abd. | HUN 13e  | BEL 11e  | ITA Abd. | AUT Abd. | LUX 10e  | JPN Abd. | EUR 12e | 17e        | 2      |
| 1998  | Danka Zepter Arrows       | Arrows A19   | Arrows V10      | AUS Abd. | BRA Abd. | ARG Abd. | SMR 9e   | ESP Abd. | MON 4e   | CAN Abd. | FRA 13e  | GBR Abd. | AUT Abd. | GER 14e  | HUN Abd. | BEL Np   | ITA Abd. | LUX 14e  | JPN Abd. |         | 13e        | 3      |
| 1999  | British American Racing   | BAR 01       | Supertec V10    | AUS      | BRA      | SMR 7e   | MON Abd. | ESP 8e   | CAN      | FRA      | GBR      |          |          |          |          |          |          |          |          |         | 10e        | 10     |
| 1999  | Scuderia Ferrari Marlboro | Ferrari F399 | Ferrari V10     |          |          |          |          |          |          |          |          | AUT 9e   | GER 2e   | HUN 12e  | BEL 7e   | ITA 3e   | EUR Abd. | MAL      | JPN      |         | 10e        | 10     |
| 2000  | Red Bull Sauber Petronas  | Sauber C19   | Petronas V10    | AUS DSQ  | BRA Np   | SMR 6e   | GBR 8e   | ESP 7e   | EUR Abd. | MON 5e   | CAN Abd. | FRA 10e  | AUT 6e   | GER 5e   | HUN 10e  | BEL 9e   | ITA 7e   | USA Abd. | JPN 10e  | MAL 8e  | 11e        | 6      |
| 2002  | Panasonic Toyota Racing   | Toyota TF102 | Toyota V10      | AUS 6e   | MAL 12e  | BRA 6e   | SMR Abd. | ESP 9e   | AUT 8e   | MON Abd. | CAN Abd. | EUR Abd. | GBR Abd. | FRA Abd. | GER 9e   | HUN 15e  | BEL 7e   | ITA 11e  | USA 14e  | JPN 8e  | 17e        | 2      |

## Palmarès
- Vainqueur du championnat American Le Mans Series, catégorie GT2, en 2007.
- Vainqueur de la catégorie GT2 des 24 Heures du Mans en 2008 et 2009.
- Vainqueur des 12 Heures de Bathurst en 2014.